# Bungarimba sessiliflora
Bungarimba sessiliflora är en måreväxtart som först beskrevs av Henry Nicholas Ridley, och fick sitt nu gällande namn av Khoon Meng Wong. Bungarimba sessiliflora ingår i släktet Bungarimba och familjen måreväxter. Inga underarter finns listade i Catalogue of Life.